# Eilema petreola
Eilema petreola là một loài bướm đêm thuộc phân họ Arctiinae, họ Erebidae.